# USS Shannon (DM-25)
O USS Shannon (DM-25) foi um Destroyer norte-americano, classe Robert H. Smith que serviu durante a Segunda Guerra Mundial.

## Comandantes
| Comandante             | Data                      |
| ---------------------- | ------------------------- |
| Cdr. Edward Lee Foster | 8 de Setembro de 1944 -?? |